# Аксиомы Уайтмана
Аксиомы Уайтмана — исходные теоретические положения, лежащие в основе аксиоматического подхода в квантовой теории поля, использующего математическое описание квантованных полей при помощи представления Гейзенберга и вакуумных средних от произведений операторов поля (функций Уайтмана).
Названы в честь Артура Уайтмана, который сформулировал аксиомы в 1950-х годах. Широкую известность они получили в 1960-х годах после того, как на их основе была разработана теория рассеяния Хаага — Рюеля.

## Основные идеи
Физические состояния описываются единичными лучами (векторами с единичной нормой и отличающимся только умножением на комплексное число модуля единица) в сепарабельном гильбертовом пространстве. Их релятивистские преобразования задаются унитарным представлением группы Пуанкаре.
Квантовые поля описываются операторными обобщёнными функциями, удовлетворяющим ковариантным представлениям группы Пуанкаре.
Предположение спектральности означает, что спектр оператора четырёхимпульса не выходит за пределы светового конуса будущего.
Для избегания сингулярностей при описании физических полей используется идея их размазывания при помощи финитной функции. Поскольку размазанные поля могут достигать произвольно больших значений, для их описания используются неограниченные операторы с математически строго указанными областями их определения.
Аксиомы Уайтмана используют принцип локальности или микропричинности, постулируя либо коммутативность, либо антикоммутативность между операторами, описывающими компоненты полей, заданных в точках пространства-времени, разделённых пространственноподобными интервалами .
Постулируется существование, единственность и пуанкаре-инвариантность вакуума, описываемого вакуумным вектором. Вакуум является «циклическим», то есть набор всех векторов, получаемых путём действия на вакуумное состояние полиномов, составленных из операторов размазанного поля, является плотным подмножеством всего гильбертова пространства{.

## Аксиомы

### W0 (предположения релятивистской квантовой механики)
Чистые состояния физической системы задаются единичными векторами в сепарабельном комплексном гильбертовом пространстве . Скалярное произведение векторов гильбертова пространства {\displaystyle \Psi } и {\displaystyle \Phi } обозначается как {\displaystyle \langle \Psi ,\Phi \rangle }, а норма {\displaystyle \Phi } обозначается как {\displaystyle \lVert \Phi \rVert }. Вероятность перехода между двумя чистыми состояниями, заданными ненулевыми векторами {\displaystyle \Psi } и {\displaystyle \Phi } определена как: {\displaystyle P{\big (}\Psi ,\Phi {\big )}={\frac {|\langle \Psi ,\Phi \rangle |^{2}}{\lVert \Psi \rVert ^{2}\lVert \Phi \rVert ^{2}}}}.
Релятивистский закон преобразования состояний физической системы задаётся унитарным представлением спинорной группы Пуанкаре.
Спектр оператора энергии-импульса содержится в световом конусе будущего:
{\displaystyle P_{0}\geq 0,\quad P_{0}^{2}-P_{j}P_{j}\geq 0.}
Существует единственное состояние, называемое вакуумом, представленное лучом в гильбертовом пространстве, инвариантное относительно действия группы Пуанкаре.

### W1 (предположения относительно области определения и непрерывности поля)
Для каждой финитной функции f, то есть для функции с компактным носителем и непрерывными производными любого порядка, существует набор операторов {\displaystyle A_{1}(f),\ldots ,A_{n}(f)}, которые вместе со своими сопряжёнными, определены на плотном подмножестве гильбертова пространства состояний, содержащем вакуум.
Условие цикличности вакуума: множество линейных комбинаций векторов, порождённых полиномами, составленными из операторов поля, действующими на вакуум, плотно в гильбертовом пространстве.

### W2 (закон преобразования поля)
Поля ковариантны относительно действия группы Пуанкаре и преобразуются согласно некоторому представлению S группы SL(2, C):
{\displaystyle U(a,L)^{\dagger }A(x)U(a,L)=S(L)A{\big (}L^{-1}(x-a){\big )}.}

### W3 (локальная коммутативность или микроскопическая причинность)
Если носители двух полей разделены пространственноподобным интервалом, то поля либо коммутируют, либо антикоммутируют.

## Следствия аксиом
Из аксиом Уайтмана следуют некоторые общие теоремы:
- Теорема CPT — существует общая симметрия при изменении чётности, обращении частица-античастица и инверсии времени (как выяснилось, ни одна из этих симметрий сама по себе не существует в природе).

- Связь между спином и статистикой — поля с полуцелым спином антикоммутируют, а поля с целочисленным спином коммутируют (аксиома W3).

- Невозможность сверхсветовой связи[англ.] — если два наблюдателя разделены пространственноподобным интервалом, то действия одного наблюдателя (включая как измерения, так и изменения гамильтониана) не влияют на статистику измерений другого наблюдателя.[25]

## Существование теорий, удовлетворяющих аксиомам Уайтмана
Можно обобщить аксиомы Уайтмана на их применение в пространстве-времени размерности, отличной от 4. Были построены теории взаимодействующих полей, удовлетворяющие аксиомам Уайтмана, в пространстве-времени размерности 2 и 3.
В настоящее время отсутствует доказательство, что аксиомы Уайтмана могут быть выполнены для теорий взаимодействующих полей в пространстве-времени размерности 4. Таким образом, аксиомы Уайтмана не могут использоваться в качестве математически строгой основы Стандартной модели физики элементарных частиц. Назначен приз в миллион долларов за доказательство того, что аксиомы Уайтмана могут быть выполнены для калибровочных теорий с дополнительным требованием предсказания массы легчайшей элементарной частицы.

## Дальнейшее чтение
- А. С. Уайтман, «Hilbert’s sixth problem: Mathematical treatment of the axioms of physics», in F. E. Browder (ed.): Vol. 28 (part 1) of Proc. Symp. Pure Math., Amer. Math. Soc., 1976, pp. 241—268.
- Р. Йост Общая теория квантованных полей. — М., Мир, 1967.